# Jean Romilly (Uhrmacher)
Jean Romilly (* 27. Juni 1714 in Genf; † 16. Februar 1796 in Paris) war ein Genfer Uhrmacher, Journalist und Enzyklopädist.

## Leben und Wirken
Jean Romilly wurde in Genf als Sohn des Uhrmachers, horloger Pierre Romilly (1681–1717) und dessen Frau Jacqueline Balexert (1691–1735) geboren. Beide schlossen ihre Ehe am 15. April 1707. Neben Jean hatte das Paar drei weitere Söhne, Jean-Jérémie, Louis und Jean-Louis Romilly. Die Familie stammte ursprünglich aus Gien in Frankreich, welches sie wegen der Aufhebung des Edikts von Nantes verlassen musste.
Jean Romilly arbeitete zuerst im Familienbetrieb seines Vaters, seines Onkels und seiner drei Brüder. 1734 verließ er Genf und ging nach Paris, wo er am Place Dauphine wohnte. Jean Romilly heiratete dort im Jahre 1738 Elisabeth Andrienne Joly (* 1711). Aus der Ehe gingen zwei Kinder hervor, der Sohn Jean-Edme Romilly und die Tochter Jeanne Romilly (1743–1814). Seine Uhrmacher-Meisterprüfung bestand er im Jahre 1752.
Romilly verfasste mehrere Fachbücher über das Uhrmacherhandwerk. Er war mit Denis Diderot und Jean-Baptiste le Rond d’Alembert persönlich bekannt und schrieb für die  Encyclopédie etwa zwölf Beiträge. So über die technisch-handwerklichen Aspekte der Uhrmacherei. 1754 legte er der Académie des sciences in Paris eine Schrift zur Uhrenhemmung vor. Auch stand er zeitlebens mit seinem Freund Jean-Jacques Rousseau in Kontakt.
Jean Romilly beschäftigte sich neben der Uhrmacherei auch mit der Meteorologie. Er soll um 1766 in etwa zeitgleich mit Pierre Le Roy und Jean-Pierre Tavernier (1714–1795) der Académie des sciences einen Marinechronometer vorgestellt haben. Dieser sei aber bei einer Überprüfung auf dem Lande beschädigt worden, so dass sich Jean Romilly gezwungen sah, seinen Chronometer aus dem Wettbewerb zu nehmen.
1777 gründeten er und sein Schwiegersohn Guillaume Ollivier de Corancez (1780–1816) mit dem Journal de Paris die erste französische Tageszeitung, die als Organ der aufgeklärten Bourgeoisie galt.
Der Uhrmacher Jacques-Frédéric Houriet (1748–1830) arbeitete um das Jahr 1760 für einen kurzen Zeitraum bei Romilly.

## Werke (Auswahl)
- Mémoire sur une pendule à baromêtre. (1783)